# Dominique Allier
Dominique Allier, né à une date inconnue et mort exécuté le 17 novembre 1798 à Lyon, est une personnalité française de la Contre-Révolution pendant la Révolution française. 

## Biographie
Dominique Allier seconde tout d'abord son frère aîné, l'abbé Claude Allier, dans l'organisation du troisième camp de Jalès en juillet 1792, puis tente de former un camp royaliste à Séneujols, dans les montagnes du Velay.
Il combat ensuite pour la cause royale dans l'armée de Condé, puis entre en collaboration avec le seigneur François-Dominique Cavey de La Motte et Joseph-Étienne de Surville, marquis de Mirabel. Avec eux, il dirige la « Compagnie de la Ganse Blanche ».
Mais, après l'arrestation et l'exécution de l'abbé Allier le 5 septembre 1793, il est activement recherché et entre dans la clandestinité avec son frère cadet, Charles. Il est possible qu'ils aient tous deux participé à la défense de la ville de Lyon contre les troupes de la Convention.
Vers la fin de l'année 1793 et le début de l'année 1794, l'arrivée de La Motte dans le Vivarais et le Velay permet de redonner du souffle au mouvement contre-révolutionnaire initié par l'abbé Allier. Dès lors, Dominique Allier fait partie des auxiliaires les plus actifs et les plus efficaces de La Motte. C'est notamment lui qui fait le lien entre ce dernier et les chouans locaux.
C'est ainsi qu'après l'exécution de la Motte le 5 octobre 1797, le marquis de Mirabel lui obtient une nomination officielle comme chef des royalistes des Cévennes. 
Le 2 octobre 1798, alors qu'ils se cachaient dans le souterrain de la maison de Marie-Anne Théoleyre, veuve Brun, au bord des gorges de l'Ance, le marquis de Mirabel, Dominique Allier, l'abbé Aulagne et un jeune chouan nommé Jean-Baptiste Robert, sont trahis, arrêtés et emprisonnés au Puy.
Dès le 12 octobre, d'importants groupes contre-révolutionnaires viennent du Vivarais, du Gévaudan, de Margeride et de Forez afin de les délivrer. Les révolutionnaires du Puy font alors déporter Allier et les siens à Lyon, afin qu'ils y soient jugés par un tribunal militaire. Ils comparaissent finalement le 15 novembre et sont exécutés le 17 novembre 1798.